# Kalotai Gábor
Kalotai Gábor (Budapest, 1905. április 15. – Budapest, 1962. május 18.) magyar újságíró, dramaturg, író. Novellákat, humoreszkeket, elbeszéléseket írt, regényeket szerzett vagy dramatizált. Gaál Gábor szerint "ízig-vérig kulturált és urbánus lélek..."

## Életútja
1919-ben érettségizett, 1922-ben színészdiplomát szerzett Budapesten, majd Berlinben színházi rendezést tanult; rövid ideig az UFA-filmgyárban volt segédrendező. Beutazta Európa jelentősebb városait, részt vett egy északi-sarki expedícióban s egy nagyobb szabású afrikai utazáson. 1922-től hírlapíró, magyar, angol és amerikai sajtóvállalatok munkatársa.

## Munkássága
1927-től a Temesvári Hírlap, Aradi Közlöny, Brassói Lapok, Nagyváradi Napló állandó munkatársa. Interjú formában olyan neves személyeket szólaltatott meg, mint: a Temesvári Hírlapban Rabindranáth Tagore, Pietro Mascagni, Marinetti (1926), Albert Einstein (1927), a Nagyváradi Naplóban Bartók Béla (1936), az Aradi Közlönyben Illyés Gyula és Zilahy Lajos (1940).
Temesvárt Asszonyok, lányok c. rangos és tartalmas nőlapot indított (1930–31), melynek hasábjain Bónyi Adorján, Csathó Kálmán, Kosztolányi Dezső, Molnár Ferenc novellái mellett Paul Géraldy, Richard Dehmel versei szerepeltek. Ugyancsak szerkesztésében jelent meg a temesvári Új Ember c. társadalmi-művészeti szemle (1932–35).
A második világháború után Magyarországon telepedett le, ahol filmszínházakat vezetett és a Filmhíradó c. lapot szerkesztette.

## Művei (válogatás)
- Kettő közül a harmadik (regény 51 folytatásban, Temesvári Hírlap 1928. szeptember 23. – november 27.)
- Főszereplő: az író! (Temesvár, 1929)
- A nyolcadik nagyhatalom (regény folytatásokban, Temesvári Hírlap 1932)
- Az író lázadása (Temesvár, 1934)
- Szövetségesek (dramatizálás Mikszáth nyomán, Budapest, 1950)
- Győzni kell (színpadi jelenet Styanko szovjet író nyomán, Budapest, 1950)
- Névnap (Csehov novelláinak dramatizálása, Budapest, 1951)